# Arabi (Louisiana)
Arabi és una població dels Estats Units a l'estat de Louisiana. Segons el cens del 2000 tenia 8.093 habitants.

## Demografia
Segons el cens del 2000, Arabi tenia 8.093 habitants, 3.474 habitatges, i 2.247 famílies. La densitat de població era de 1.775,4 habitants/km².
Dels 3.474 habitatges en un 22% hi vivien nens de menys de 18 anys, en un 47,9% hi vivien parelles casades, en un 11,9% dones solteres, i en un 35,3% no eren unitats familiars. En el 30,6% dels habitatges hi vivien persones soles el 17,4% de les quals corresponia a persones de 65 anys o més que vivien soles. El nombre mitjà de persones vivint en cada habitatge era de 2,29 i el nombre mitjà de persones que vivien en cada família era de 2,86.
Per edats la població es repartia de la següent manera: un 18% tenia menys de 18 anys, un 6,7% entre 18 i 24, un 26,6% entre 25 i 44, un 21,2% de 45 a 60 i un 27,5% 65 anys o més.
L'edat mediana era de 44 anys. Per cada 100 dones de 18 o més anys hi havia 84,3 homes.
La renda mediana per habitatge era de 33.937 $ i la renda mediana per família de 42.526 $. Els homes tenien una renda mediana de 32.146 $ mentre que les dones 24.489 $. La renda per capita de la població era de 19.038 $. Entorn del 7,5% de les famílies i el 9,9% de la població estaven per davall del llindar de pobresa.

## Poblacions més properes
El següent diagrama mostra les poblacions més properes.